# 13995 Тиравере
13995 Тиравере (13995 Tõravere) — астероїд головного поясу, відкритий 19 березня 1993 року.
Тіссеранів параметр щодо Юпітера — 3,497.
Названо на честь селища Тиравере поблизу міста Тарту в Естонії. У Тиравере розташована Тартуська астрофізична обсерваторія.